# Strmec Podravski
Strmec Podravski – wieś w Chorwacji, w żupanii varażdińskiej, w gminie Petrijanec. W 2011 roku liczyła 663 mieszkańców.